# Giovanni Drenthe
Giovanni Drenthe (Paramaribo, 16 de febrero de 1990) es un futbolista surinamés que juega en la posición de delantero. Su actual equipo es el Walking Bout Company, de la Primera división de Surinam.

Es el hermano menor de Royston Drenthe que adoptó la nacionalidad neerlandesa.

## Carrera profesional
Giovanni Drenthe se desempeñó en diferentes clubes de la Hoofdklasse de Surinam como el SV Voorwaarts (de 2007 a 2011), el SV Excelsior (2011-2012) y el Walking Bout Company, a partir de 2012.

## Selección nacional
Drenthe es internacional con la selección de Surinam donde ha jugado en 17 ocasiones (5 goles marcados). Su primera selección tuvo lugar el 28 de octubre de 2009 cuando Ricardo Winter lo convocó para un amistoso ante Guyana (Suriname Independence Cup 2009) que terminó en derrota (0-1).
 Participó en las eliminatorias rumbo al Mundial de 2014, jugando todos los encuentros de su país en dicha eliminatoria (6 partidos, 1 gol anotado).

### Goles internacionales
| #  | Fecha      | Ciudad      | Oponente                  | Score | Resultado | Competencia                |
| -- | ---------- | ----------- | ------------------------- | ----- | --------- | -------------------------- |
| 1. | 25-09-2011 | Paramaribo  | Curazao                   | 2-2   | Empate    | Amistoso                   |
| 2. | 07-10-2011 | George Town | Islas Caimán              | 1-0   | Victoria  | Eliminatorias Mundial 2014 |
| 3. | 13-07-2012 | Oranjestad  | Bonaire                   | 8-0   | Victoria  | Amistoso                   |
| 4. | 05-09-2012 | Le Lamentin | Montserrat                | 7-1   | Victoria  | Copa del Caribe de 2012    |
| 5. | 07-09-2012 | Le Lamentin | Islas Vírgenes Británicas | 4-0   | Victoria  | Copa del Caribe de 2012    |

## Palmarés

### Campeonatos nacionales
| N.º | Título          | Club                 | País    | Año  |
| --- | --------------- | -------------------- | ------- | ---- |
| 1   | Copa de Surinam | Walking Bout Company | Surinam | 2013 |